# فقر الأطفال

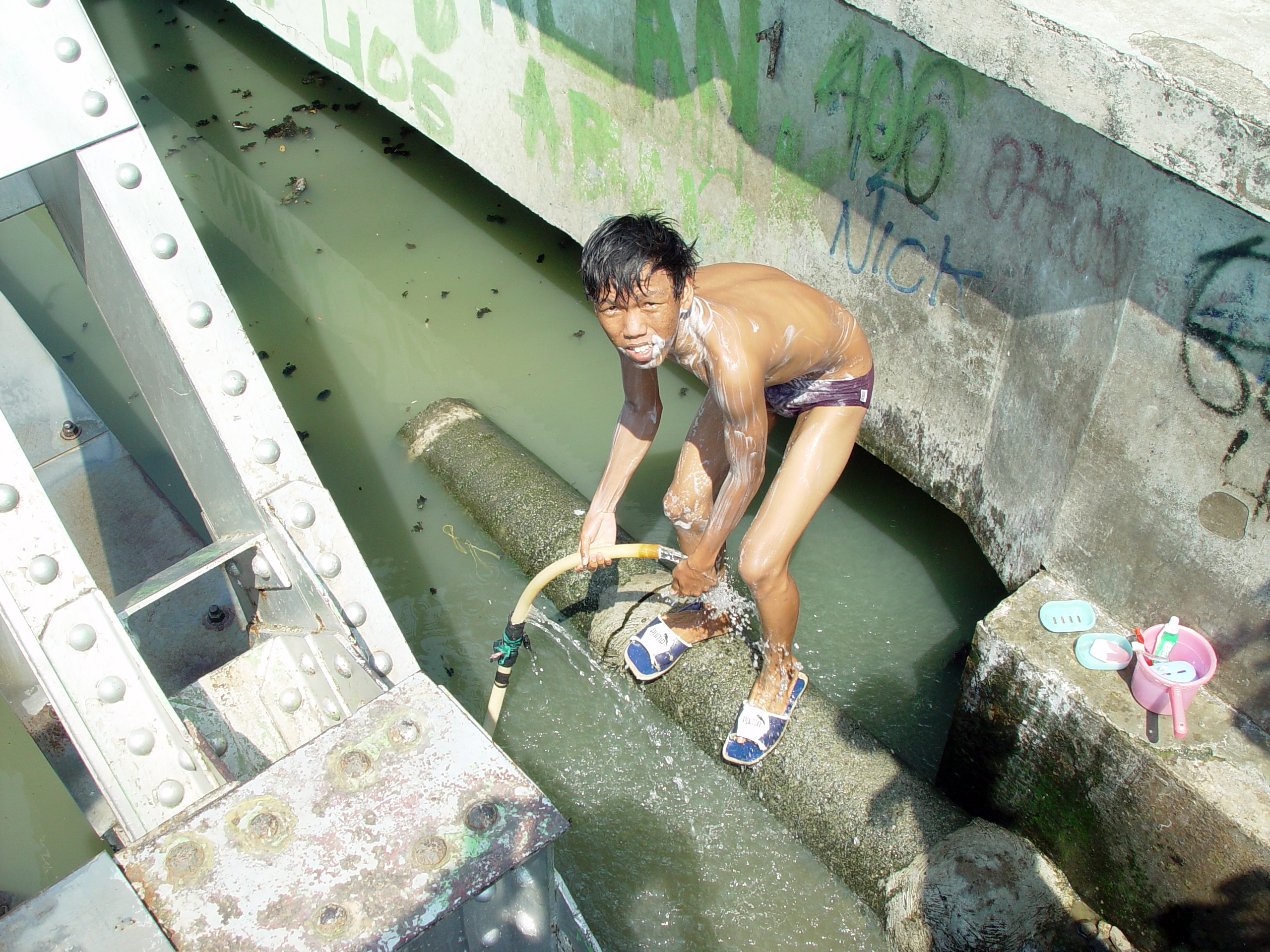
طفل يستحم في نهر ملوثة مياهه في جاكارتا، إندونيسيا.

يشير تعبير فقر الأطفال إلى ظاهرة الأطفال الذين يعانون من الفقر. وهو ينطبق على الأطفال الذين ينحدرون من أسر فقيرة، أو الأيتام الذين يعيشون على موارد الدولة المحدودة أو التي يمكن وصفها في بعض الحالات بالمعدومة. كما يصف الأطفال غير القادرين على تحقيق الحد الأدنى من المستوى المعيشي الذي تحدده الأمة التي يعيشون فيها. ينخفض هذه المستوى، في البلاد النامية، عن بقية الدول، وعندما يُقرن بعدد الأطفال الأيتام المتزايد تصير النتائج كارثية.

## تعريفه

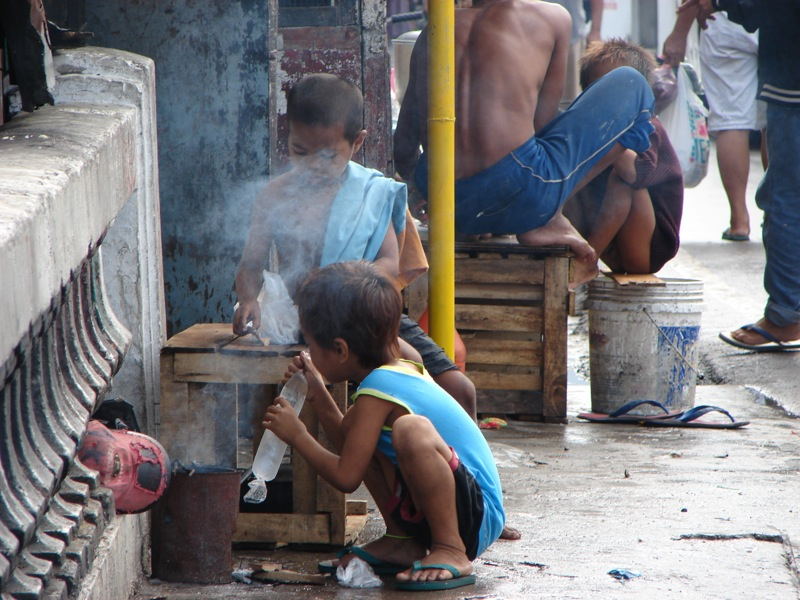
أطفال شوارع في الفلبين

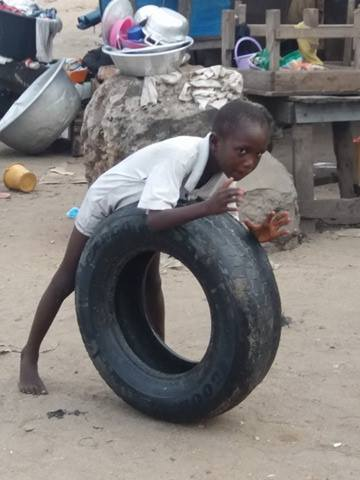
واحد من بين العديد من الأطفال الفقراء في أفريقيا

وفقًا للتعريف القانوني في معظم الدول، الأطفال هم " الأشخاص تحت سن الثامنة عشر"، إلا أن الانتقال من الطفولة إلى البلوغ، بيولوجيًا، يحدث عند بداية البلوغ. ثقافيًا، يزداد الأمر تعقيدًا عند محاولة تحديد نهاية سن الطفولة ويراعى عوامل مثل البدء في العمل، ونهاية التعليم المدرسي، والزواج؛ علاوة على الطبقة، والنوع، والعرق. وفقًا لمنظمة الأمم المتحدة للطفولة (اليونيسيف) ، الأطفال الذين يعيشون في فقر هم من يعانون من الحرمان من الموارد المادية، والروحية، والعاطفية اللازمة للنجاة، وللتنمية، واللإزدهار؛ مما يجعلهم غير قادرين على التمتع بحقوقهم، أو تحقيق إمكاناتهم كاملة، أو المشاركة بشكل كامل ومتساوي بصفتهم أعضاء في المجتمع".تَعريف الصُندوق الدُولى للطفلِ قائم على الحِرمان (نَقص الحالة المادية والخَدمات)، استثناء «انكار الحقوق والأمان» والحَساسية (عندما يُصبح المُجتمع غير قادر على التَعامل مع التَهديدات المُوجهه للأطفالِ).  أيضًا جمعيات خيرية أخرى تُستخدم هذا النَهج مُتعدد الإتِجاهات لفقرِ الأطفال، تَعرفه كمَزيج مِن العوامل الاقتصادية، الاجتماعية، الحضارية، الجسمية، البيئية والحسية. هذه التَعريفات تَعرض أَن فَقرالأطفال هو مُتعدد الإتجاهات، مُتصل بحياتهم وتُغير أوضاع المَعيشة فالتداخلات المُعقدة في الأجسام، العُقول والمشَاعر هم أَيضًا مُتورطون. 

## قياس فقر الطفل
سهل طريقة لقياس فقر الأطفال هي تحديد قيمة نقدية مطلقة أو نسبية.إذا لم تكسب الأسرة ما فوق تلك القيمة، فسيُعتبر أطفال تلك الأسرة يعيشون تحت خط الفقر.يتم تحديد الفقر المطلق وعادة ما يتم تحديثها فقط بالتغيرات في الأسعار، في حين يتم تطوير الفقر النسبي مع الإشارة إلى الدخل الفعلي للسكان وتعكس التغيرات في الاستهلاك .عتبة الفقر المطلق هي المال اللازم لشراء كمية محددة من السلع والخدمات.بينما تعكس كل عتبة عمومًا الحد الأدنى من الدخل المطلوب للحصول على ضروريات الحياة. ومع ذلك، هناك تحذير، حيث أن العائلة التي تربح فوق حد معين، قد تختار عدم الإنفاق على احتياجات أطفالها.وتستخدم بعض المنظمات، مثل البنك الدولي وصندوق النقد الدولي، عتبة الفقر المطلقة البالغة دولاراً واحداً في اليوم لقياس الفقر في البلدان النامية.منذ ستينات القرن الماضي، استخدمت الولايات المتحدة عتبة الفقر المطلق المعدلة لحجم الأسرة وتكوينها لتحديد من يعيشون في الفقر.

## وصلات خارجية
- UNICEF
- National Center for Children in Poverty
- Child well-being data at the OECD
- Children at Risk from the Dean Peter Krogh Foreign Affairs Digital Archives